# Operațiunea Tannenbaum
Operațiunea Tannenbaum („Arborele de brad”), cunoscută mai devreme ca Operațiunea Grün („Verde”),  a fost o invazie planificată, dar anulată a Elveției de către Germania și Italia în timpul celui de-al doilea război mondial. 

## Fundal
Înainte de izbucnirea celui de-al doilea război mondial, Adolf Hitler a dat asigurări repetate că Germania va respecta neutralitatea elvețiană în cazul unui conflict militar în Europa.  În februarie 1937, el a anunțat consilierul federal elvețian Edmund Schulthess că „în orice moment, orice s-ar întâmpla, vom respecta inviolabilitatea și neutralitatea Elveției”, reiterând această promisiune cu puțin timp înainte de invazia germană a Poloniei .  Acestea erau însă manevre politice menite să garanteze pasivitatea Elveției. Germania nazistă a planificat să pună capăt independenței Elveției, după ce și-a învins principalii dușmani de pe continent.  

### Atitudini național-socialiste față de Elveția
Într-o întâlnire ținută cu liderul Italiei Fasciste, Benito Mussolini, și cu ministrul de externe, Galeazzo Ciano, în iunie 1941, Hitler și-a declarat opinia cu privire la Elveția destul de clar: 
"Elveția avea cei mai dezgustători și mizerabili oameni și sistem politic. Elvețienii erau dușmanii de moarte ai noii Germanii."
Într-o discuție ulterioară, ministrul german de externe, Joachim von Ribbentrop, a făcut aluzie direct la posibilitatea împlinirii Elveției între cele două puteri ale Axei : 
"La întrebarea Ducelui dacă Elveția, ca un adevărat anacronism, a avut vreun viitor, ministrul de externe al Reich-ului a zâmbit și i-a spus ducelui că va trebui să discute acest lucru cu Führerul".
În august 1942 Hitler a descris în continuare Elveția drept „o bubă purulentă [în germană Eiterbeule] pe fața Europei” și un stat care nu mai avea dreptul să existe, denunțând poporul elvețian drept „o ramură greșită a Volk-ului nostru”. Din punct de vedere nazist, Elveția, ca o democrație mică, multilingvă, descentralizată, în care vorbitorii germani se simțeau mai mult o afinitate cu cetățenii elvețieni francezi decât față de frații lor germani de peste graniță, a fost antiteza raționalului omogen și colectivizat „ Statul Führer ”.  De asemenea, Hitler a crezut că statul elvețian independent a apărut într-o perioadă de slăbiciune temporară a Sfântului Imperiu Roman, iar acum după ce puterea germană a fost restabilită după preluarea Național-Socialist, țara independentă a Elveției devenise învechită.  
Deși Hitler a disprețuit elvețianul german cu gândire democratică drept „ramura neînsuflețită a poporului german”, totuși a recunoscut statutul lor de germani.  Mai mult, scopurile politice deschis pan-germane ale partidului nazist au cerut unificarea tuturor germanilor într-o Germania Mare, care a inclus poporul elvețian.  Primul obiectiv al Programului Național Socialist în 25 de puncte a declarat că „Noi [Partidul Național Socialist] cerem unificarea tuturor germanilor din Marea Britanie pe baza dreptului poporului la autodeterminare”. 
În hărțile lor ale "Marii Germanii", manualele germane includeau Olanda, Belgia, Austria, Boemia-Moravia, părțile germanofone ale Elveției și vestul Poloniei de la Danzig ( Gdańsk în poloneză) la Krakau ( Cracovia ). Ignorând statutul Elveției ca stat suveran, aceste hărți arătau frecvent teritoriul său ca un Gau german.  Autorul unuia dintre aceste manuale, Ewald Banse, a explicat: „În mod firesc, vă socotim elvețieni ca niște țări din națiunea germană, alături de olandezi, flamande, loreni, alsacieni, austrieci și boemi.   . . . Într-o zi ne vom grupa în jurul unui singur steag și oricine dorește să ne separe, îi vom extermina! "  Diverse naziști au fost vocale în legătură cu intenția germană de a „extinde limitele Germaniei la cele mai îndepărtate limite ale vechiului Sfânt Imperiu Roman și chiar dincolo”. 
Deși nu sa aliniat din punct de vedere politic cu naziștii, chiar dacă ideile sale le -a oferit sprijin ideologic, geopoliticianul Karl Haushofer a pledat, de asemenea, pentru împărțirea Elveției între țările din jurul său în lucrarea sa, astfel încât Elveția franceză (Welschland) vor fi acordate către Regimul de la Vichy, Ticino în Italia și în nordul Elveției Centrale și de Est până la Germania. 

## Pregătirile militare
Guvernul elvețian a aprobat   o creștere a cheltuielilor pentru apărare, cu o primă tranșă de 15 milioane de franci elvețieni (dintr-un buget multianual total de 100 de milioane de franci) pentru a merge spre modernizarea forțelor armate. Odată cu renunțarea lui Hitler la Tratatul de la Versailles în 1935, această cheltuială a sărit la 90 de milioane de franci.  K31 a devenit pușca de infanterie cu eliberare standard în 1933 și a fost superioară Kar98-ului german în ușurința de utilizare, precizie și greutate. Până la sfârșitul celui de-al Doilea Război Mondial, s-ar produce aproape 350.000 de unități.      
Elveția are o formă unică de generalitate. Pe timp de pace, nu există un ofițer cu un grad mai mare decât cel al lui Korpskommandant (general de 3 stele). Cu toate acestea, în timp de război și în „nevoie”, <i id="mwcg">Bundesversammlung</i> alege un general care să comande armata și forțele aeriene . La 30 august 1939, Henri Guisan a fost ales general, cu 204 voturi din 227 exprimate.  A început imediat pregătirile pentru război. 
Când, la două zile de la alegerea sa, Wehrmacht a invadat Polonia și a început cel de-al doilea război mondial, Guisan a solicitat o mobilizare generală și a emis Operationsbefehl Nr. 1, primul dintre cele care urmau să devină o serie de planuri defensive în evoluție. Acest prim plan a atribuit cele trei corpuri de armată existente în estul, nordul și vestul Elveției, cu rezerve în centrul și sudul țării.  Guisan a raportat Consiliului Federal din 7 septembrie că, până când Marea Britanie a declarat război Germaniei, "întreaga noastră armată a stat în pozițiile sale operaționale timp de zece minute". De asemenea, el a făcut ca șeful său de Stat Major să crească vârsta de eligibilitate a serviciului superior de la 48 la 60 de ani (bărbați de aceste vârste ar forma unitățile din Landsturm cu eșalon) și a ordonat formarea unui corp de armată cu totul nou, format din 100.000 de bărbați.  
Germania a început să planifice invazia Elveției la 25 iunie 1940, ziua în care Franța s-a predat. În acest moment, armata germană din Franța era formată din trei grupuri cu două milioane de soldați în 102 divizii.  Recunoscând că Elveția și Liechtenstein erau înconjurate de Franța ocupată și Puterile Axei, Guisan a emis Operationsbefehl Nr. 10, o revizuire completă a planurilor defensive elvețiene existente. În acest plan, Cetatea Saint-Maurice, Pasul Gotthard din sud și Cetatea Sargans din nord-est ar servi drept linie de apărare. Alpii ar fi cetatea lor   Corpul 2, al 3-lea și al 4-lea al Elveției urmau să demareze acțiunile de întârziere la frontieră, în timp ce toți cei care au putut să se retragă în refugiul alpin, cunoscut drept naționalul Réduit . Centrele de populație erau, totuși, toate localizate în câmpiile plate din nordul țării. Ar trebui să fie abandonați forțelor germane pentru ca restul țării să supraviețuiască. 
După armistițiul cu Franța, Hitler a cerut să vadă planurile pentru invazia Elveției. Franz Halder, șeful Oberkommando des Heeres (OKH), a amintit: „Am auzit constant despre izbucnirile furiei lui Hitler împotriva Elveției, care, având în vedere mentalitatea lui, ar fi putut conduce în orice moment la activități militare pentru armată.”  Căpitanul Otto-Wilhelm Kurt von Menges din OKH a prezentat un proiect de plan pentru invazie. Generaloberst Wilhelm Ritter von Leeb 's <i id="mwmg">Heeresgruppe' C '</i> (HGr. C), condusă de Generalleutnant Wilhelm List și Armata a 12-a v-a conduce atacul. Leeb însuși personal a recunoscut terenul, studiind cele mai promițătoare rute de invazie și căi cu cea mai mică rezistență.  Menges a menționat în planul său că rezistența elvețiană era puțin probabilă și că rezultatul cel mai probabil al unui Anschluss nonviolent. Cu „situația politică actuală din Elveția”, a scris el, „s-ar putea să adere la cerințele ultimatumului într-un mod pașnic, astfel încât, după trecerea frontierei războinice, trebuie să se asigure o tranziție rapidă la o invazie pașnică”. 
Planul german a continuat să fie revizuit până în octombrie, când armata a 12-a a prezentat cel de-al patrulea proiect, numit acum Operațiunea Tannenbaum. Planul inițial a cerut 21 de divizii germane, dar această cifră a fost redusă la 11 de către OKH. Halder însuși a studiat zonele de frontieră și a ajuns la concluzia că „frontiera Jura nu oferă o bază favorabilă pentru un atac. Elveția se ridică, în valuri succesive de teren acoperit de pădure peste axa unui atac. Punctele de trecere de pe râul Doubs și graniță sunt puține; poziția de frontieră elvețiană este puternică ". El a decis ca armata să meargă în Jura pentru a scoate armata elvețiană și apoi a tăiat-o în spate, așa cum se făcuse în Franța. Cu cele 11 divizii germane și cu aproximativ 15 divizii italiene pregătite să intre din sud, planurile Axei urmau să invadeze Elveția, undeva între 300.000 și 500.000 de bărbați. 
Din motive încă incerte, Hitler nu a ordonat niciodată invazia. O teorie este că o Elveție neutră ar fi fost utilă pentru a ascunde aurul Axei și pentru a servi drept refugiu pentru criminalii de război în caz de înfrângere.  Acest lucru poate explica și recunoașterea continuă a Germaniei de neutralitatea Suediei. O explicație mai simplă este că ar fi fost puțin câștig strategic în cucerirea Elveției, în timp ce un război montan scos și costisitor ar fi putut fi bine. Deși Wehrmacht s-a prefăcut că se mișcă împotriva Elveției în ofensivele sale, nu a încercat niciodată să invadeze. După Ziua D, operația Tannenbaum a fost pusă în așteptare. 

## Planurile germane de guvernare nazistă în Elveția
Obiectivul politic al Germaniei în cucerirea așteptată a Elveției a fost de a recâștiga cea mai mare parte a populației elvețiene „ potrivnice „ rasial ”pentru poporul german și a vizat anexarea directă la Reichul german al părților etnice germane. 
În acest scop, Heinrich Himmler a discutat, în septembrie 1941, cu subordonatul său, Gottlob Berger, adecvarea diverselor persoane pentru funcția de Reichskommissar pentru „reunirea” Elveției cu Germania.   Acest oficial, încă de ales, ar fi avut sarcina de a facilita amalgamarea totală (Zusammenwachsen) a populațiilor elvețiene și germane. Himmler a încercat în continuare să extindă SS în Elveția, odată cu formarea Germanische SS Schweiz în 1942. 
Un document numit Aktion S, găsit în fișierele Himmler, a detaliat în detaliu procesul planificat pentru instituirea stăpânirii naziste în Elveția, de la cucerirea inițială de către Wehrmacht până la consolidarea completă ca provincie germană. Nu se știe dacă acest plan a fost aprobat de către membrii la nivel înalt ai guvernului german. 
După cel de-al doilea armistițiu de la Compiègne, în iunie 1940, Ministerul de Interne al Reichului a elaborat un memorandum privind anexarea unei fâșii din estul Franței de la gura râului Somme până la Lacul Geneva, destinată drept rezervă pentru colonizarea germană.  Disecția planificată a Elveției s-ar fi conformat cu această nouă frontieră franco-germană, anexând regiunea francofonă a Romandiei în Reich, în ciuda diferenței lingvistice. 

### Implicarea italiană
Aliatul de război al Germaniei, Italia, sub stăpânirea lui Benito Mussolini, a dorit zonele de limbă italiană ale Elveției ca parte a pretențiilor sale iredentiste din Europa, în special cantonul elvețian Ticino. Într-un tur al regiunilor alpine italiene, el a anunțat anturajului său că „Noua Europă   ... nu putea avea mai mult de patru sau cinci state mari; cei mici [nu ar avea nici o altă rațiune de a fi și [ar trebui] să dispară ”. 
Viitorul Elveției într-o Europă dominată de Axă a fost discutat în continuare în cadrul unei conferințe din 1940 între ministrul de externe italian Galeazzo Ciano și ministrul german de externe Joachim von Ribbentrop, la care a participat și Hitler. Ciano a propus ca, în cazul învingerii Elveției, țara să fie împărțită de-a lungul lanțului central al Alpilor de Vest, întrucât Italia își dorea zonele din sudul acestei linii de demarcație ca parte a propriilor obiective de război.  Aceasta ar fi lăsat Italia sub controlul lui Ticino, Valais și Graubünden . 